# 扎利夏 (舊錫尼亞瓦市鎮)
49°37′19″N 27°46′19″E / 49.62194°N 27.77194°E
扎利夏（羅馬化：Zalissia）是位於烏克蘭西部的村莊，由赫梅利尼茨基州裡赫梅利尼茨基區的舊西尼亞瓦市鎮負責管轄。該村始建於1326年，面積3.79平方公里，海拔高度279米，2001年人口721。